# Kotti Yun
Kotti Yun (* 1983 in Trier) ist eine deutsche Film- und Theaterschauspielerin, Hörspielsprecherin und Drehbuchautorin.

## Leben
Kotti Yun wuchs zweisprachig in Berlin, Bremen und Seoul auf. Ihre Ausbildung zur Schauspielerin nahm sie an der Korea National University of Arts in Seoul auf. Ihr Studium an der Hochschule für Schauspielkunst Ernst Busch in Berlin schloss Yun mit Diplom ab. Neben Haupt- und Nebenrollen in Film und Fernsehen spielte sie unter anderem am Deutschen Theater Berlin und am Schauspiel Köln. 2016 gewann sie mit ihrem Solostück Fliegende Hunde den Grünschnabel-Preis beim Figura Theaterfestival in der Schweiz.
Yun lebt in Berlin.

## Filmografie
- 2009: Tom Atkins Blues
- 2010: Süßer Wein
- 2011: Weak Heart Drop
- 2013: Das Meer im Fernseher
- 2013: Perceived
- 2014: Der Zürich-Krimi (Fernsehreihe, Folge Borcherts Fall)
- 2015: 23 Morde
- 2015: Sibel & Max (Fernsehserie, Folge Hallo Welt, ich bin da!)
- 2015: Großstadtrevier (Fernsehserie, Folge Showdown im Revier)
- 2016: Wild
- 2017: Ein Lächeln nachts um vier
- 2018: Tides
- 2019: Shapira Shapira
- 2020: Days
- 2021: Die Heiland – Wir sind Anwalt (Fernsehserie, Folge Der Tyrann)
- 2021: Der ärztliche Rat lautet, den Splitter in der Wunde zu belassen
- 2021: Oh Hell
- 2021: Weckschreck
- 2021: Framily First
- 2022: Zwischen uns der Fluss
- 2022: Vierwändeplus (Fernsehserie)
- 2023: Tender Hearts (Fernsehserie)
- 2023: WatchMe – Sex sells (Fernsehserie)
- 2023: SOKO Wismar (Fernsehserie, Folge Haukes Dinner)
- 2022: Notruf Hafenkante (Fernsehserie, Folge Kindeswohl)
- 2023: Laim (Fernsehreihe, Folge Laim und die schlafenden Hunde)
- 2023: Jenseits der Spree (Fernsehserie, Folge Melanie)
- 2023: Gute Zeiten, schlechte Zeiten (Fernsehserie, Folge Sunnys ärztliche Diagnose lässt sie betroffen zurück)
- 2024: Theresa Wolff (Fernsehreihe, Folge Dreck!)
- 2024: Letzte Spur Berlin (Fernsehserie, Folge Zwischen uns der Fluss)
- 2024: Schwarze Früchte (Fernsehserie)
- 2024: Deadlines (Fernsehserie, Folgen Die Elektrische und Fett ist dicker als Wasser)
- 2025: Nord bei Nordwest (Fernsehreihe, Folge Fette Ente mit Pilzen)
- 2025: Bettys Diagnose (Fernsehserie, Folge Wie ein neuer Mensch)

## Theater
- 2014–2016: Fliegende Hunde – Theater Chemnitz
- 2016–2017: Walls – Iphigenie in Exile – Deutsches Theater Berlin
- 2017–2018: Occident Express – Schauspiel Köln
- 2017–2019: Das Mädchen mit dem Fingerhut – Deutsches Theater Berlin
- 2021: Unconventional Signs – Szenische Lesung – Ballhaus Naunynstraße
- 2023: Kim Jiyoung, geboren 1982 – Schauspiel Köln

## Hörspiele (Auswahl)
- 2022: Patty Kim Hamilton: Peeling Oranges (Umma – Mutter) – Regie: Mia Spengler (Hörspielbearbeitung – SWR)
- 2023: Hye-jin Kim: Die Tochter (Rain) – Bearbeitung und Regie: Eva Solloch (Hörspielbearbeitung – NDR)

Quelle: ARD-Hörspieldatenbank

## Videospiele
- 2022: Return to Monkey Island

## Auszeichnungen
- 2016: Grünschnabel-Preis für Fliegende Hunde